# Roland TB-303

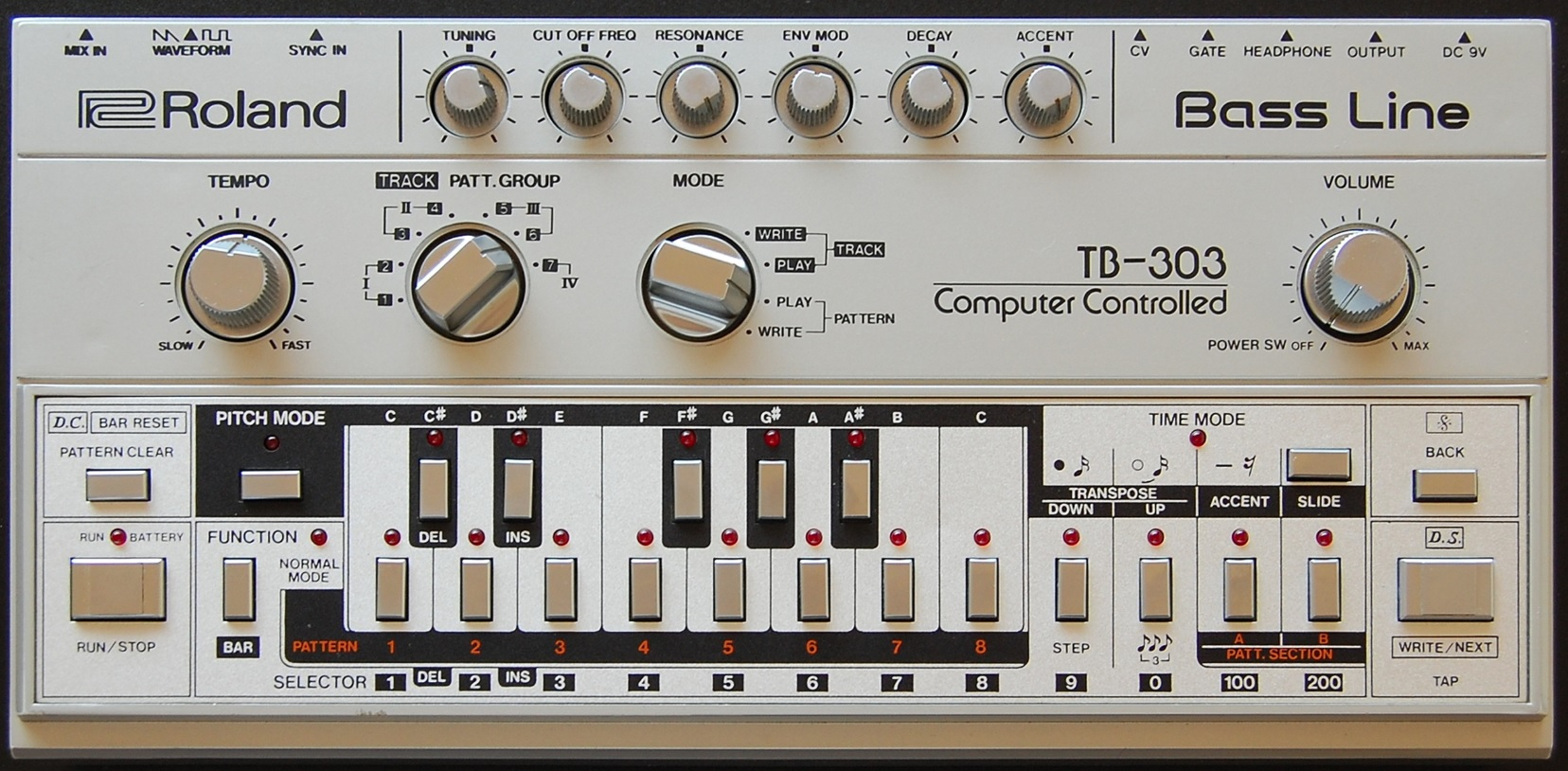
Передня панель Roland TB-303

Roland TB-303 (укр. Ро́ланд TB-303) — синтезатор, створений фірмою Roland у 1981 році.

## Будова
- один осцилятор VCO, який може генерувати хвилю прямокутної або зубчатої форми
- керований фільтр VCF з пригніченням 18 dB/октаву
- генератор обвідної фільтру з єдиним параметром — decay (спадання)
- покроковий секвенсер, кожен звук характеризується параметром висоти, slide (глісандуючий перехід до наступної ноти) та акцент (голосніший звук)

## Популярність
Початково інструмент призначався для синтезу Басової лінії (наприклад, партія Бас-гітари), як додаток до попереднього синтезатора — драм-машини TR-606. Пізніше, однак, характерний звук TB-303 став знаковим для клубової електронної музики і навіть називався «Електрогітарою XXI століття».
Під кінець 1980-х, завдяки неповторному звуку TB-303 з'явився новий напрямок ейсід-хауз, що започаткував революційні зміни у музиці, причому не тільки електронній. Пізніше подібні звуки стали невід'ємною частиною композицій різних стилів та різної ступені складності від брейкбіту та ейсід-техно до Психоделічного трансу
Характерні звуки TB-303 іноді образно асоіціюють зі звуками інопланетян. Їх популярність призвела до появи численних апаратних «клонів» цього синтезатору, серед яких Future Retro's 777, Syntecno's TeeBee, Doepfer's MS-404, та MAM's Freebass FB-383. З популярністю клонів, Roland створила свій власний «клон» TB-303 в 1996, під назвою MC-303 Groovebox. З розвитком комп'ютерної техніки популярність отримали також програмні синтезатори, що емулюють звук TB-303, від RB-338 до Phoscyon. Слід зазначити однак, що жоден з них не відтворює на 100 % всіх нюансів оригіналу.

## Послухати
Програмний синтезатор Rebirth, що емулює «кислотний» звук TB-303ⓘ